# Blazers d'Oklahoma City
Les Blazers d'Oklahoma City sont une ancienne franchise professionnelle de hockey sur glace en Amérique du Nord qui a évolué en Ligue centrale créée en 1992. L'équipe était basée à Oklahoma City dans l'Oklahoma.

## Historique
Une première franchise portant le nom « Blazers d'Oklahoma City » a été créée en 1965 et a évolué jusqu'en 1977 dans la Ligue centrale de hockey. Elle renaît en 1992 lors de la création de la nouvelle Ligue centrale de hockey. Elle fait faillite en 2009. En 2010, les Barons d'Oklahoma City de la Ligue américaine de hockey récupèrent la place disponible dans cette ville.